# Plaza de San Antonio de Padua
La plaza de San Antonio de Padua es un espacio público de la ciudad española de Sevilla.

## Descripción
La plaza, encerrada por las calles San Vicente y Marqués de la Mina, debe el título al convento del mismo nombre. Aparece descrita en la Noticia histórica del origen de los nombres de las calles de esta ciudad de Sevilla (1839) de Félix González de León con las siguientes palabras:

Plaza de S. Antonio. Corresponde al cuartel C. y á la parroquia de S. Lorenzo. Se llama asi, por estar inmediata al convento de S. Antonio de Padua: nada hay en ella de particular, es pequeña y se halla situada entre la calle ancha de san Vicente, y la de san Antonio.
(González de León, 1839, p. 22)